# Pudding Lane

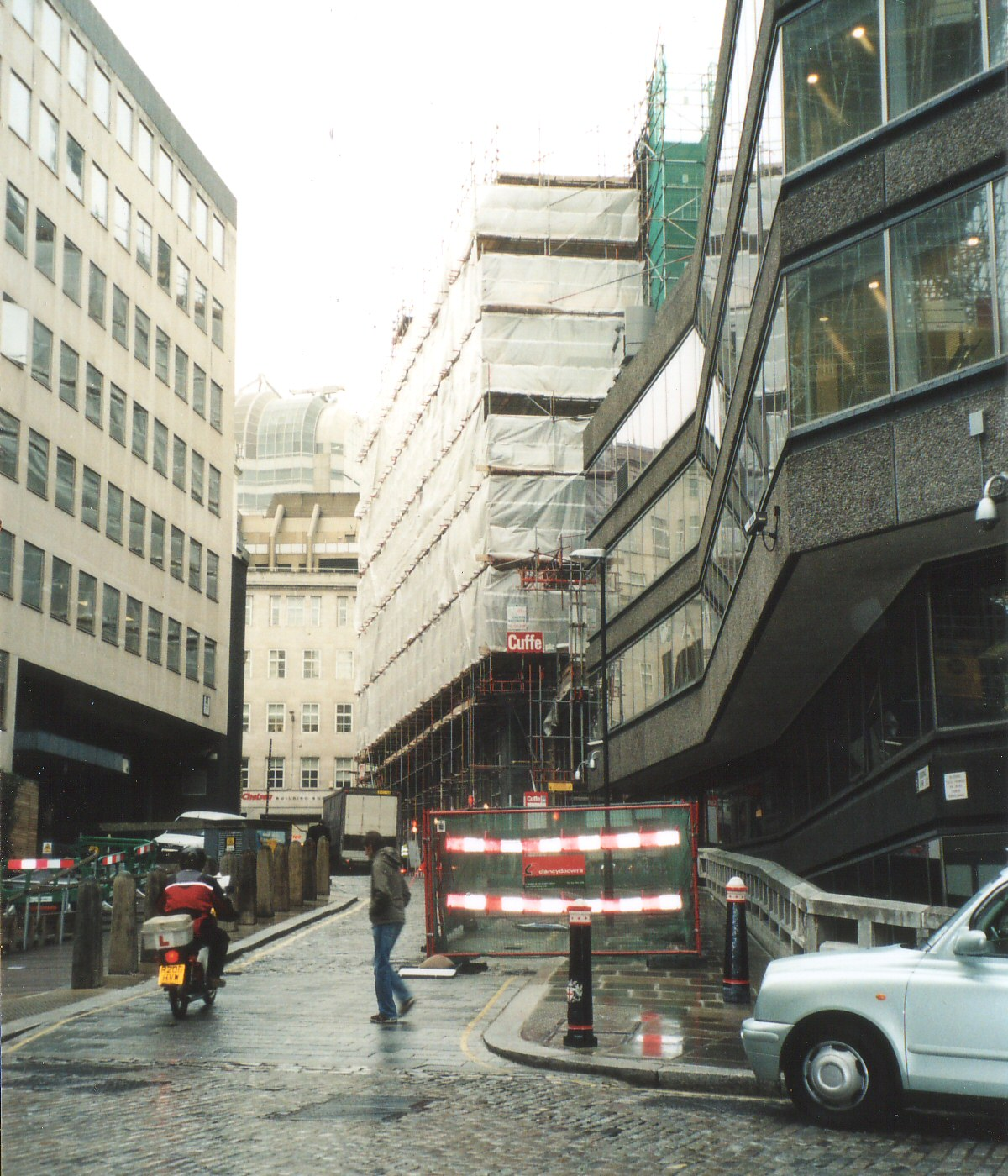
Pudding Lane in november 2007

Pudding Lane is een straat in de City of London in de Britse hoofdstad Londen. Het straatje is een zijstraat van Eastcheap en ligt nabij London Bridge. Het dichtstbijzijnde station van de Underground is Bank/Monument.
De straat is vooral bekend omdat hier, in de bakkerij van Thomas Faryner, de Grote brand van Londen in 1666 begon. Een plaquette bevestigd aan de gevel van het kantoorgebouw Faryner's House op de hoek met Monument Street geeft de plek aan waar de bakkerij ooit heeft gestaan. Op een afstand van 61 meter staat het 61 meter hoge gedenkteken The Monument.
Volgens de 16e-eeuwse Engelse historicus John Stow was pudding een woord voor dierlijke ingewanden en organen. De straat zou aan zijn naam zijn gekomen doordat deze puddingen vaak van de karren afvielen die het slachtafval vanaf Cheapside via Pudding Lane vervoerden naar schuiten op de Theems.

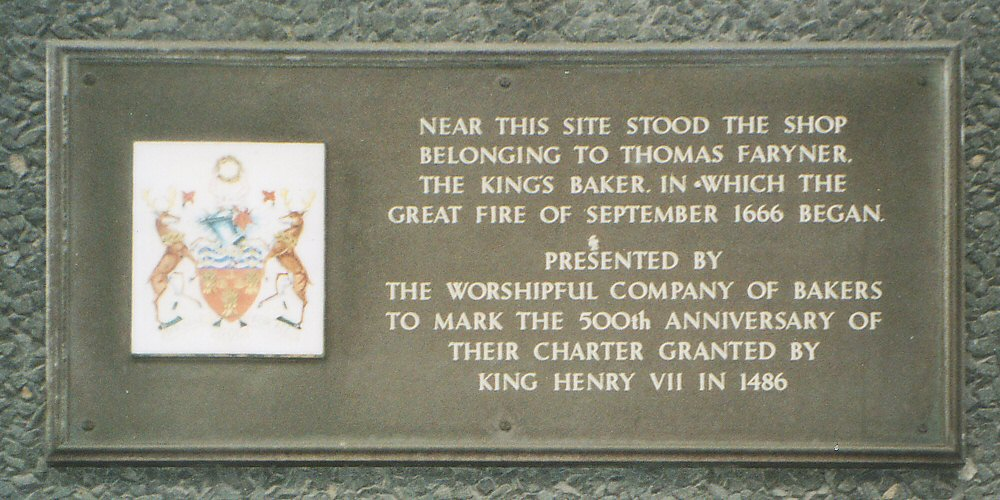
Nabij deze plek stond de winkel van Thomas Faryner, de bakker van de koning,
waar de Grote brand van september 1666 begon.
Aangeboden door de Worshipful Company of Bakers ter herdenking van de
500e verjaardag van hun stichtingsakte verleend door koning Hendrik VII in 1486.